# Deraeocoris olivaceus
Deraeocoris olivaceus är en insektsart som först beskrevs av Fabricius 1777.  Deraeocoris olivaceus ingår i släktet Deraeocoris och familjen ängsskinnbaggar. Inga underarter finns listade i Catalogue of Life.

## Bildgalleri

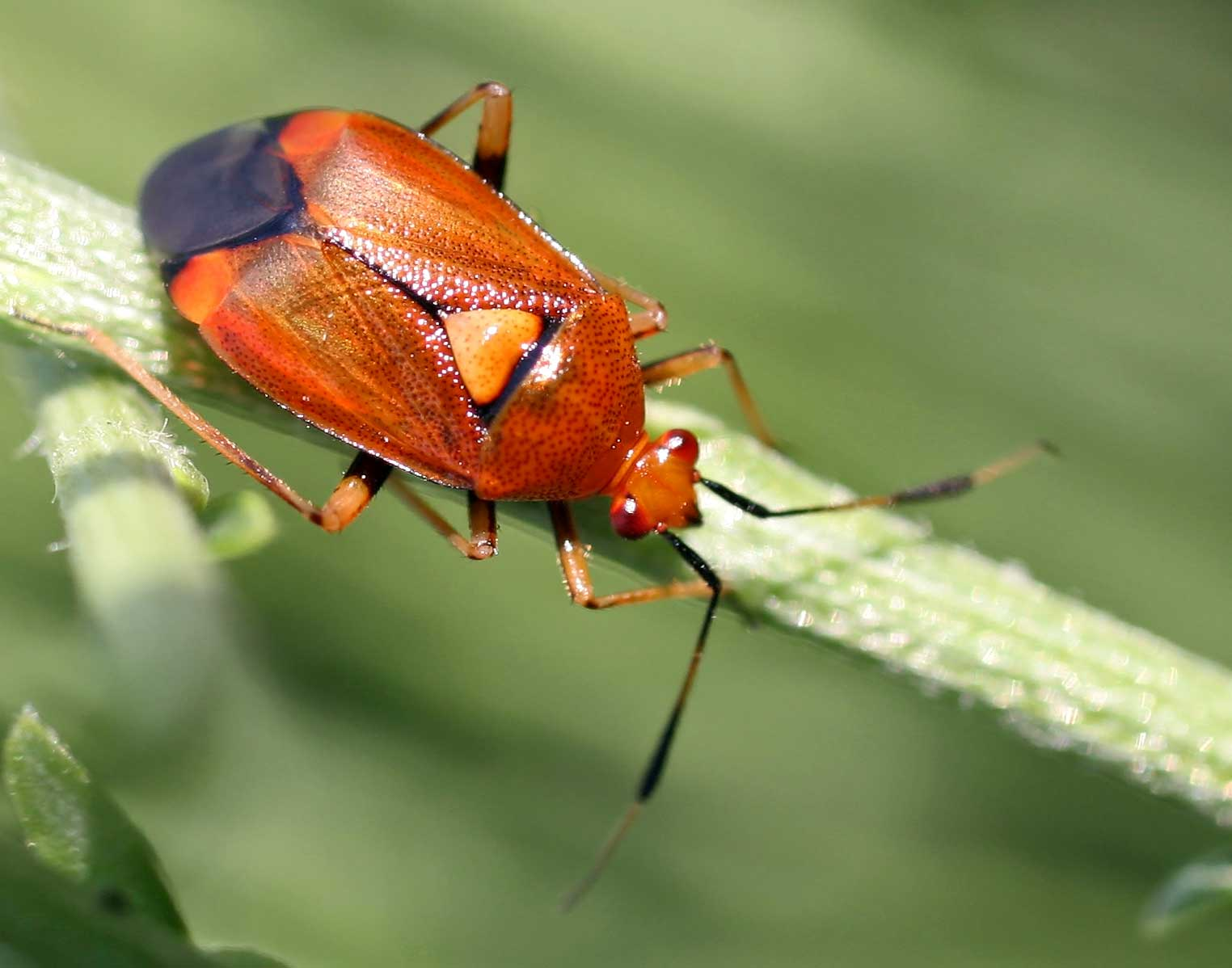